# Тосинге

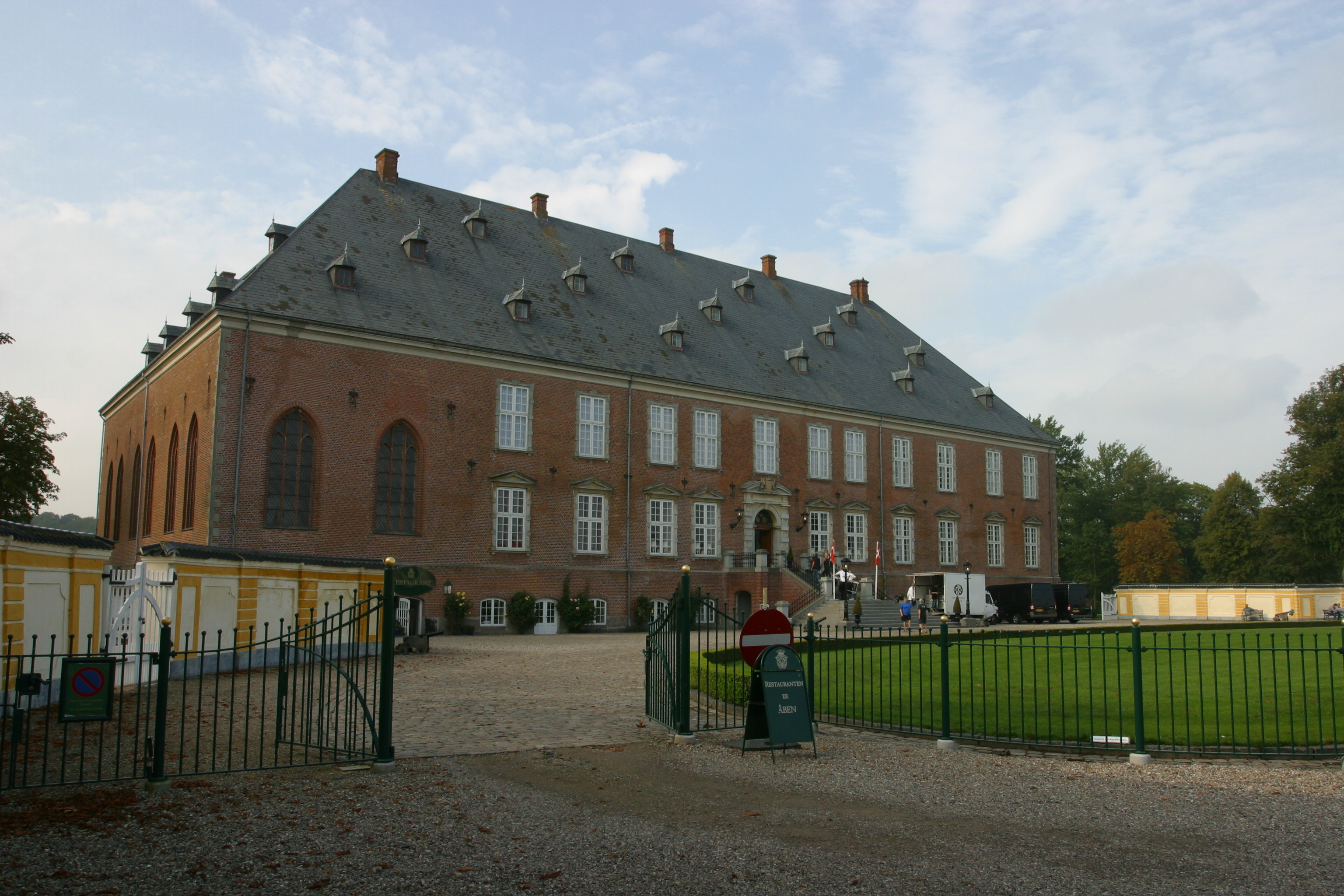
Замок Вальдемарс Слот на Тосинге

Тосинге (дат. Tåsinge) — остров в Балтийском море, принадлежащий Дании.

## География
Остров Тосинге лежит южнее острова Фюн. Оба острова разделяет пролив Свеннборгзунд. Имеет два поселения городского типа — Виндебю и Трёнсе. Название острова происходит от стародатского Thorsinge (ложе Тора). В административном отношении остров был разделён на три прихода (согна) — Брегнинге, Ландет и Бьерребю (с севера на юг). С 1970 года остров входит в коммуну Свеннборг региона Южная Дания.
Площадь Тосинге равняется приблизительно 69,79 км². На западе острова находится неглубокая (до 0,6 м) бухта Тосинге вейле — место гнездовья многочисленных водоплавающих видов пернатых. Тосинге окружает ряд других островов — на востоке это Лангеланн, на юге Стрюнё, на юго-востоке — Сюё, на северо-востоке — Турё.

## История и культура
В 1639—1644 годах на Тосинге датским королём Кристианом IV — для его сына, принца Вальдемара Кристиана — был сооружён замок Вальдемарс Слот, сохранившийся до наших дней. Впрочем, принц так никогда и не жил в этом дворце.
На местном кладбище прихода Ландет (Landet kirkegård) похоронена, пожалуй, самая известная в Скандинавии своей трагической историей пара влюбленных — Эльвира Мадиган и Сикстен Спарре. Их могила и в настоящее время является местом паломничества туристов.

## Дополнения
- Вальдемарс Слот  (датск.)
- Музей Тосинге  (датск.)